# Konstantin Pervoukhine
Konstantin Konstantinovitch Pervoukhine (russe : Константи́н Константи́нович Перву́хин), né en 1863 à Kharkov, alors dans l'Empire russe, aujourd'hui en Ukraine, et mort en 1915, est un peintre paysagiste, impressionniste, illustrateur et photographe ukrainien et russe. Il a été membre des Ambulants, et est un des fondateurs de l'Union des peintres russes.

## Biographie

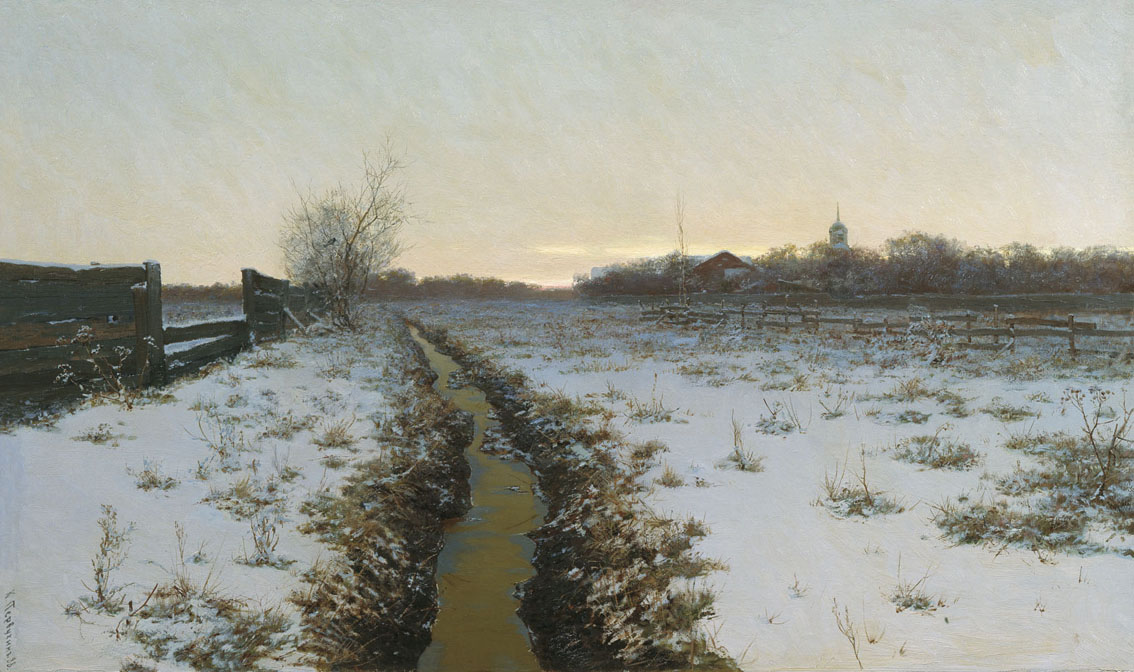
Soir d'hiver (1888), Galerie Tretiakov

Konstantin Pervoukhine nait le 21 mai 1863 (2 juin dans le calendrier grégorien) à Kharkov. Son père, Konstantin Pavlovitch, est employé du cadastre de l'ouïezd. Son frère est l'écrivain Mikhaïl Pervoukhine (ru).
Il reçoit sa première formation artistique au collège technique, auprès de Dmitri Bezpertchi (ru). Après le collège, il étudie en 1884 et 1885 à l'École d'art Raïevskaïa-Ivanova.
Il vit à partir de 1885 à Saint-Pétersbourg, et prend des leçons privées auprès d'Ilia Répine, puis est en 1886 et 1887 auditeur libre à l'Académie impériale des beaux-arts, dans l'atelier du professeur adjoint de l'académie Pavel Tchistiakov.
Il est à partir de 1887 exposant de la Confrérie des expositions artistiques itinérantes (les Ambulants), et en devient membre le 2 mars 1899.
En 1902 il emménage à Moscou. Il est professeur de 1902 à 1912 à l'Académie d'art et d'industrie Stroganov de Moscou.
À partir de 1901, il présente ses toiles à l'exposition 36 peintres («36-ти художников»). En 1903 il signe avec Apollinaire Vasnetsov, Sergueï Ivanov, Abram Arkhipov, Sergueï Vinogradov, Alexeï Stepanov et Ilya Ostroukhov une déclaration par laquelle ils quittent les Ambulants,, et il devient un des fondateurs de l'Union des peintres russes.
Comme illustrateur, il a collaboré aux journaux Quotidien des théâtres impériaux (ru), L'Éducation picturale, Vsemirnaïa Illioustratsia et Nouveau («Новь»)
Attiré par la photographie, il est reçu le 27 octobre 1910 à la Société de photographie russe (ru).
Il meurt le 26 janvier 1915 (8 février dans le calendrier grégorien) à Moscou.

## Œuvre
Konstantin Pervoukhine a peint, notamment, des paysages impressionnistes de Crimée, dans les années 1890, et de Venise, entre 1912 et 1914.
Il a exposé avec les Ambulants (1887–1903), à la Société de Moscou des amateurs d'art (1892, 1893), à la Société impériale des aquarellistes russes (1895), aux 36 Peintres (1901, 1902), à l'Union des peintres russes (1903–16), à l'Exposition pan-russe de Nijni Novgorod (1896), à l'Exposition universelle de Paris (1900) et dans des expositions internationales à Munich (1909) et Venice (1914).
Pavel Tretiakov lui achète les toiles Fin de l'automne «Осень на исходе» (1887) et Soir d'hiver «Зимний вечер» (1888), exposées à la Galerie Tretriakov.

## Galerie

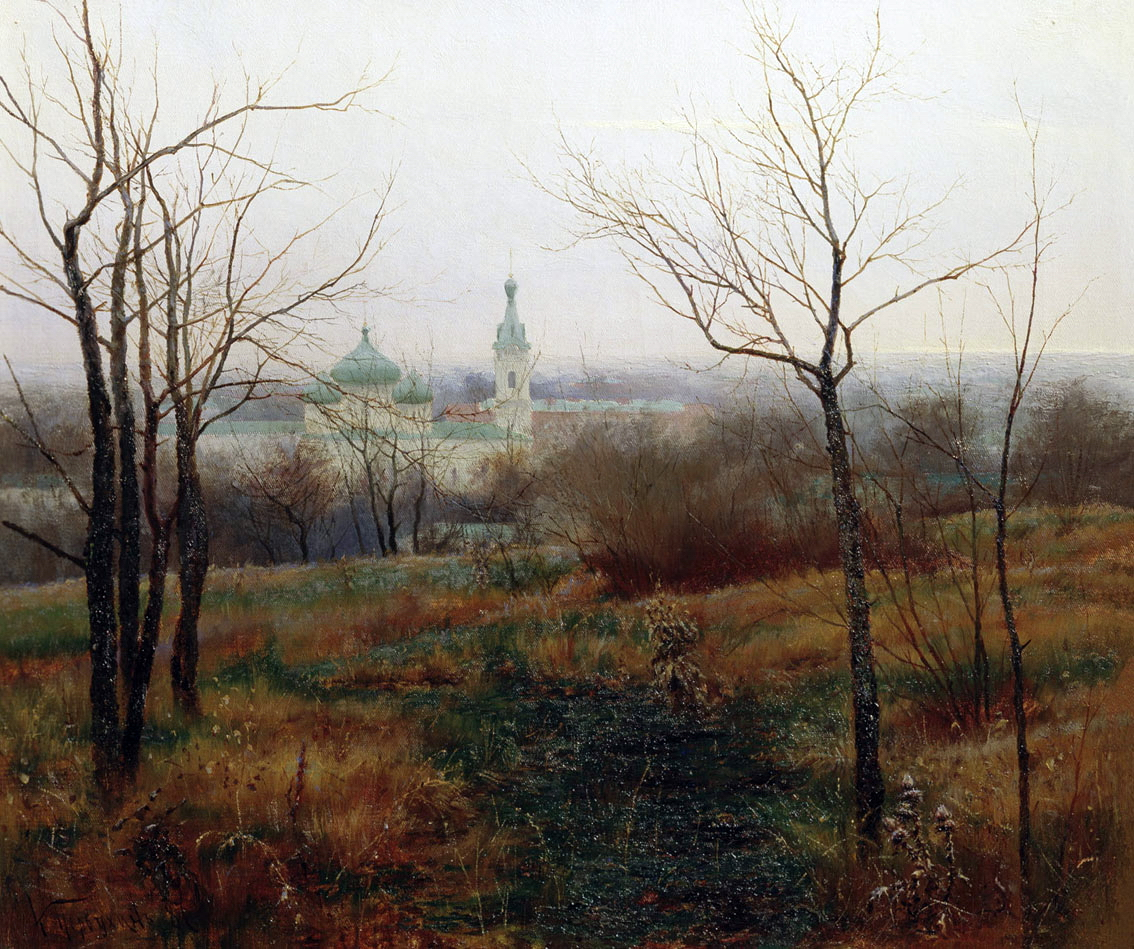
Fin de l'automne, (1887), Galerie Tretiakov.
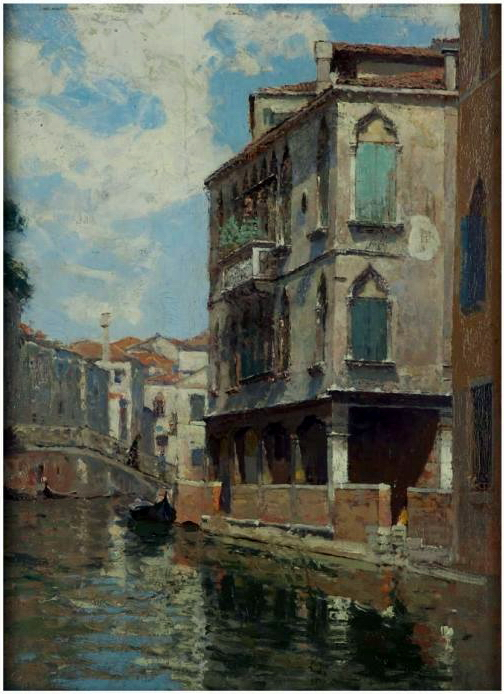
Venise,  Musée de Krasnoyarsk.
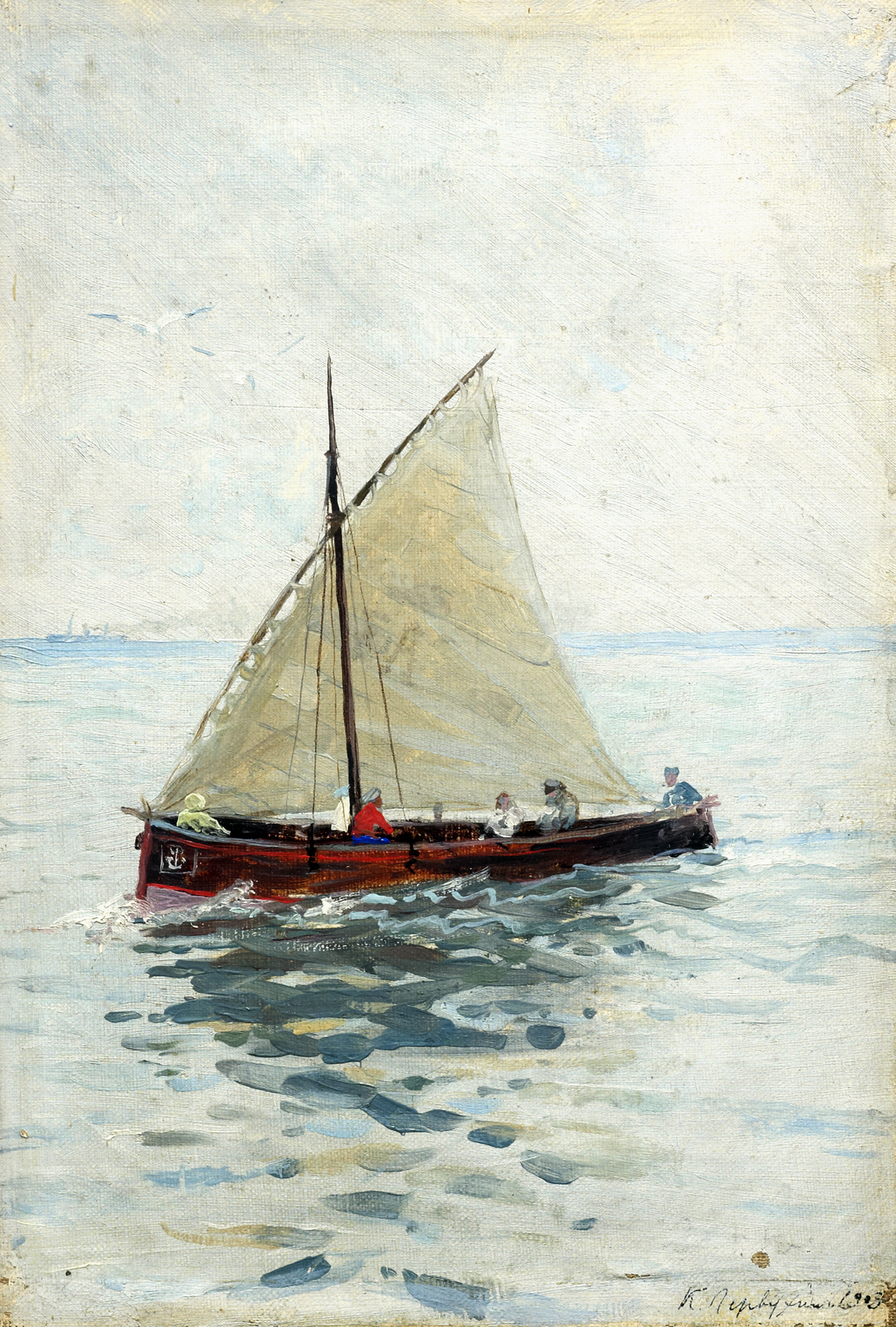
Voilier, (1908), collection privée.
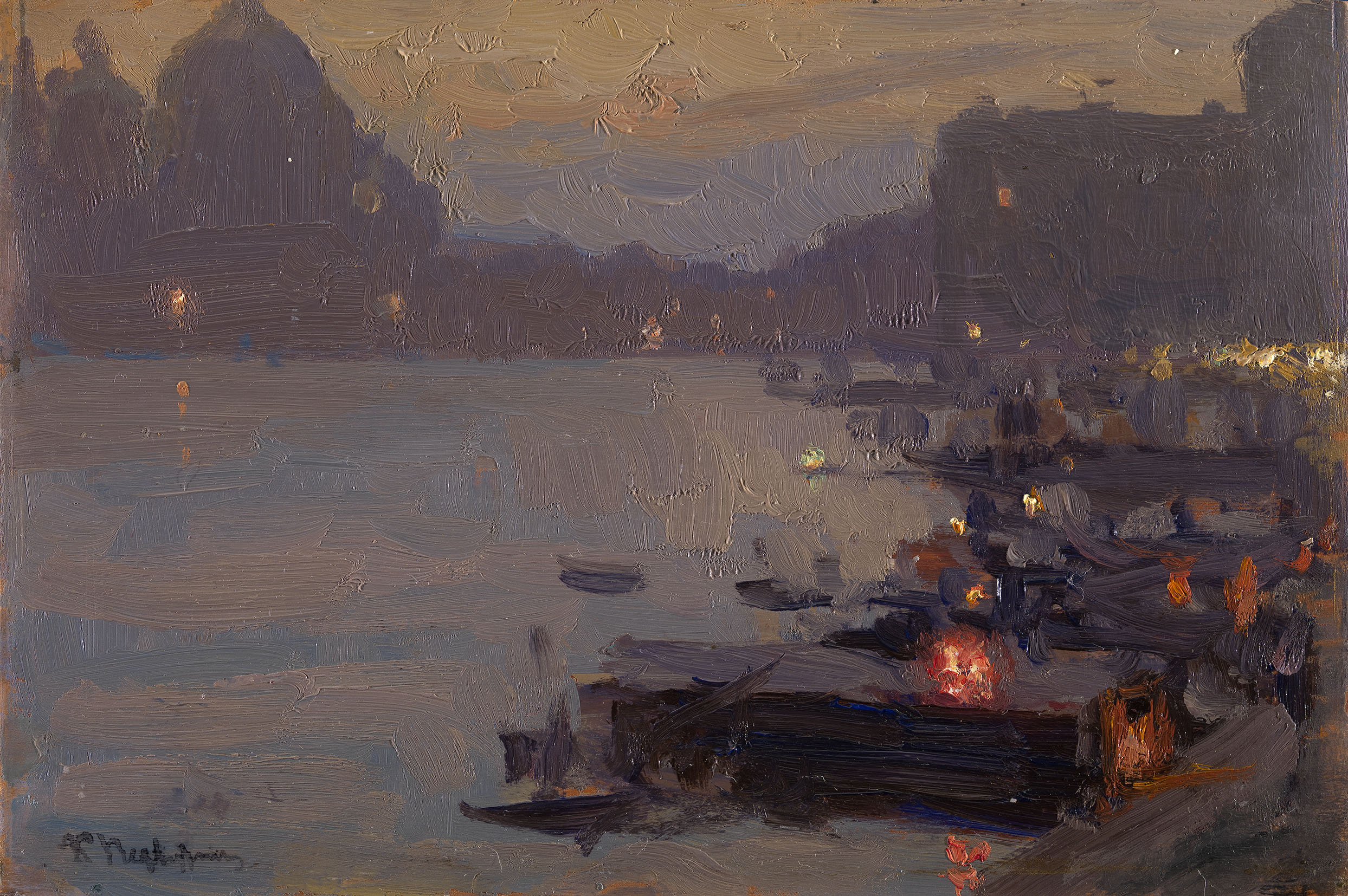
Soir à Venise, (1900-е), collection privée.
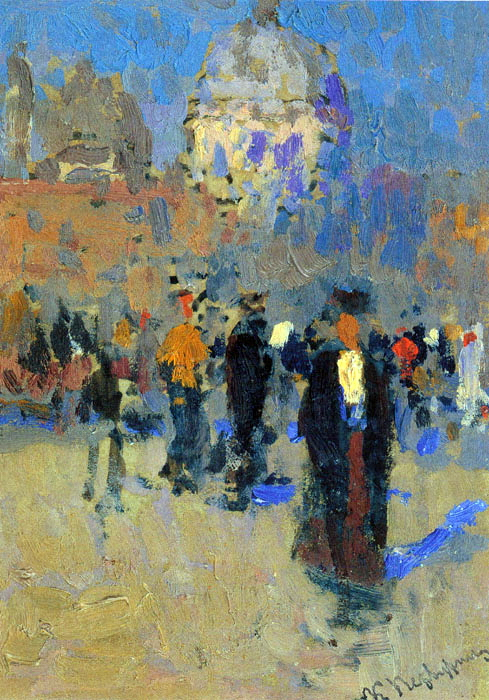
Venise, Place Saint-Marc, (1912), Galerie Tretiakov.